# Beertsengrub

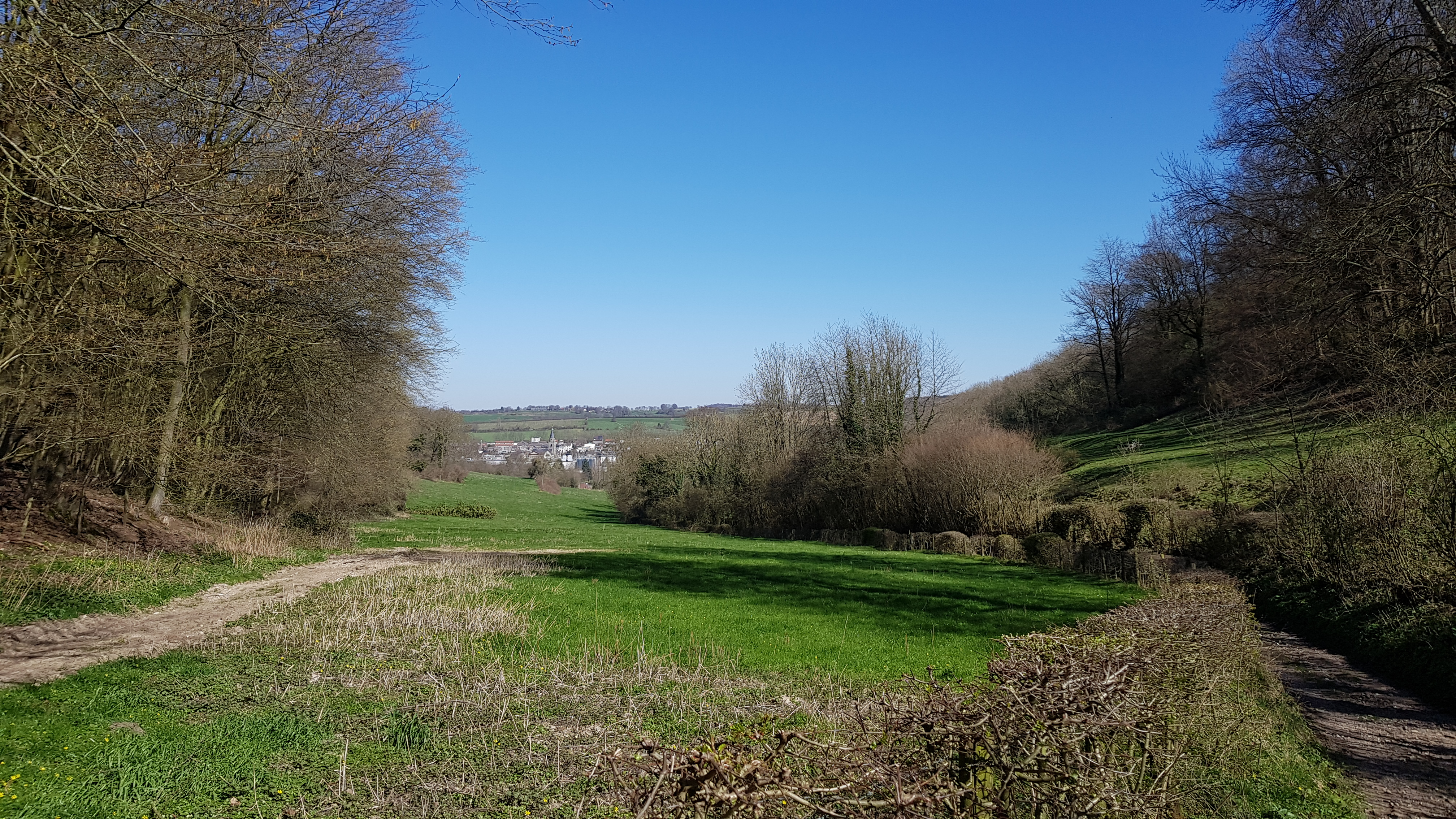
de Beertsengrub

De Beertsengrub is een droogdal bij Wijlre in de Nederlandse gemeente Gulpen-Wittem in Zuid-Limburg. Het dal ligt ten zuidwesten van Wijlre en ten zuidwesten van buurtschap Beertsenhoven dat aan de monding van het dal gelegen is. Op zowel de noordelijke als de zuidelijke hellingen van het dal liggen weilanden en hellingbossen. Door het droogdal loopt de holle weg Maastrichterweg richting Ingber.
De Beertsengrub ligt in de noordoostelijke rand van het Plateau van Margraten in de overgang naar het Geuldal. De grub ligt tussen twee heuvels met ten zuidoosten de Dolsberg.
Bovenaan op het plateau stond vroeger Het Gericht.
Ongeveer 400 meter naar het noordwesten komt de Abelschegrub het plateau op en ongeveer een kilometer naar het zuiden ligt de Ingbergracht.